# Guezo
Ghezo, död 1858, var Ahosu, monark, i Kungariket Dahomey mellan 1818 och 1858.